# Cimitero del Verano
Il cimitero monumentale del Verano, noto semplicemente come cimitero del Verano o Verano, è un cimitero monumentale comunale di Roma sito nel quartiere Tiburtino e adiacente alla basilica di San Lorenzo fuori le mura.
Il cimitero è gestito dall'azienda municipalizzata AMA e con un'estensione di 83 ettari è il secondo cimitero della città nonché d'Italia dopo il cimitero Flaminio.

## Storia
Dopo l'emanazione dell'editto di Saint Cloud nel 1804 da parte di Napoleone Bonaparte, che sanciva la realizzazione di tombe e cimiteri al di fuori delle mura cittadine, le autorità francesi decisero la costruzione di un nuovo cimitero. Gli architetti Giuseppe Camporese e Raffaele Stern furono quindi chiamati a individuare due siti adatti ad ospitare nuovi cimiteri e furono quindi selezionati il Pigneto Sacchetti e il campo Verano lungo la via Tiburtina; Camporese realizzò anche un progetto per il nuovo cimitero (le cui illustrazioni sono conservate nella collezione privata Alfredo Dusmet presso il Museo di Roma a palazzo Braschi) ma ad occuparsi della progettazione definitiva del cimitero fu Giuseppe Valadier.
 

Nell'area scelta per il nuovo cimitero sorgevano in epoca romana le catacombe di Santa Ciriaca, luogo di sepoltura di San Lorenzo, su cui fu poi realizzata la basilica di San Lorenzo fuori le mura. Il toponimo "Verano" deriva dall'antico campo della ricca famiglia dei Verani, gens senatoria ai tempi della Repubblica romana.

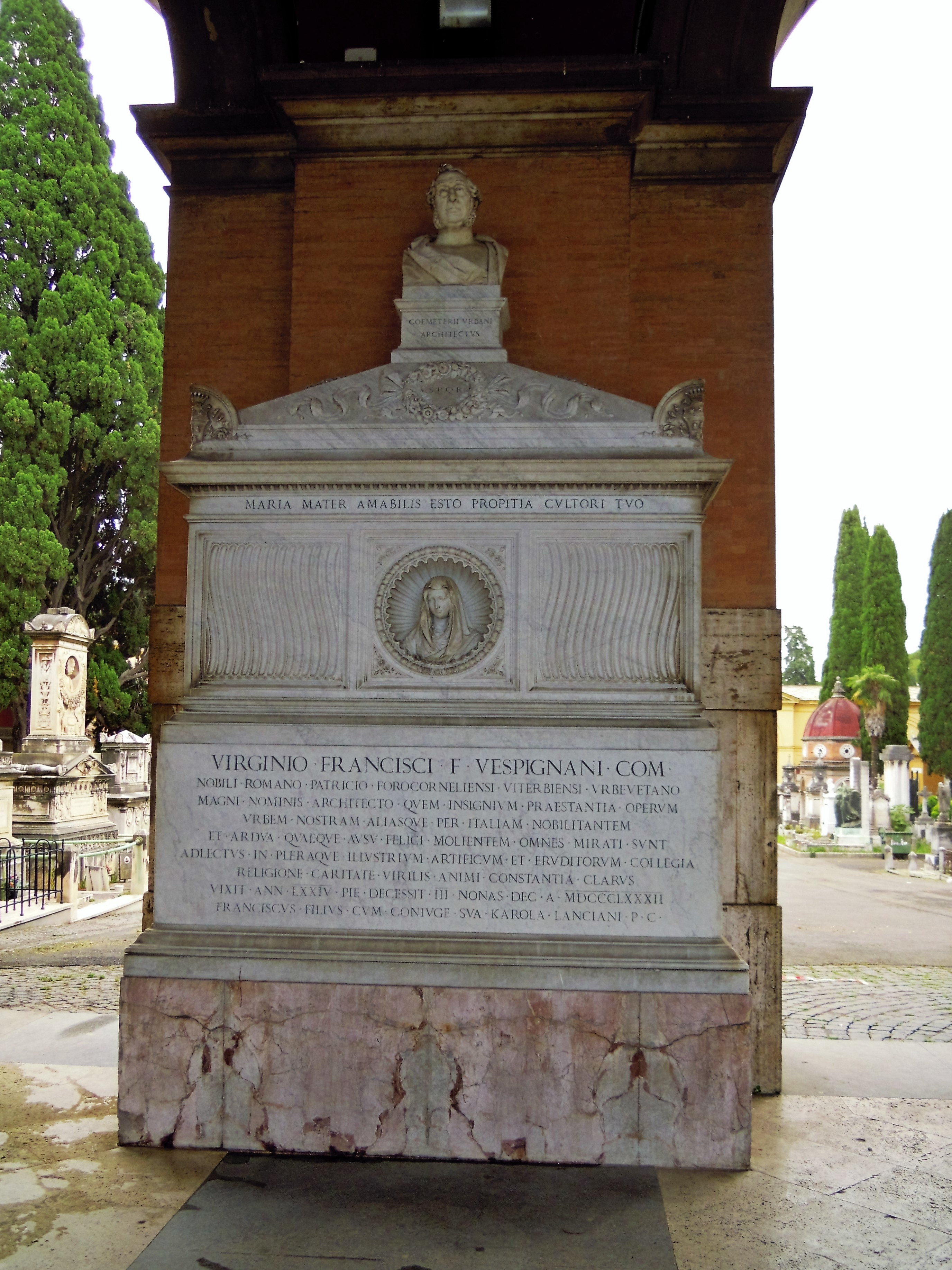
Monumento sepolcrale di Virginio Vespignani

La costruzione del cimitero iniziò nel 1811 ma fu interrotta nel 1814 col ripristino dell'amministrazione pontificia su Roma dopo l'abdicazione di Napoleone, che portò ad una ripresa dell'usanza di seppellire i defunti all'interno delle chiese. I lavori ripresero sotto il pontificato di Gregorio XVI negli anni 1830, dopo la redazione delle nuove normative cimiteriali ad opera del cardinale Carlo Odescalchi, e subirono un forte impulso nel 1837 a causa di un'epidemia di colera asiatico che provocò oltre 13000 morti. All'elezione di Pio IX al soglio pontificio nel 1846 il cimitero, denominato Campo Verano, era già attivo e si presentava come un ampio insieme di terreni parzialmente recintati con tombe a pozzo e una cappella lignea; il pontefice, intenzionato a cambiare il volto della città, si adoperò per la sistemazione risolutiva del cimitero e affidò il progetto al suo architetto di fiducia, Virginio Vespignani, che realizzò la chiesa di Santa Maria della Misericordia (consacrata nel 1860) e il quadriportico monumentale dell'ingresso principale. I lavori del cimitero proseguirono anche dopo la proclamazione di Roma a capitale del Regno d'Italia e si susseguirono diversi ampliamenti attraverso l'acquisto o esproprio di vari terreni, tra cui villa Mancini. Tra il 1880 e il 1906 furono inaugurati i reparti israelitico e acattolico a cui si aggiunse la realizzazione del forno crematorio, dell'obitorio e il serbatoio idrico dell'Acqua Marcia; in questo periodo i lavori furono diretti dagli architetti Agostino Mercandetti e Gioacchino Ersoch. Il 1º novembre 1879 fu inoltre inaugurata una tranvia a cavalli che collegava il cimitero alla stazione Termini. Nel 1928 fu inaugurato l'ossario dei caduti romani della prima guerra mondiale, progettato da Raffaele De Vico.

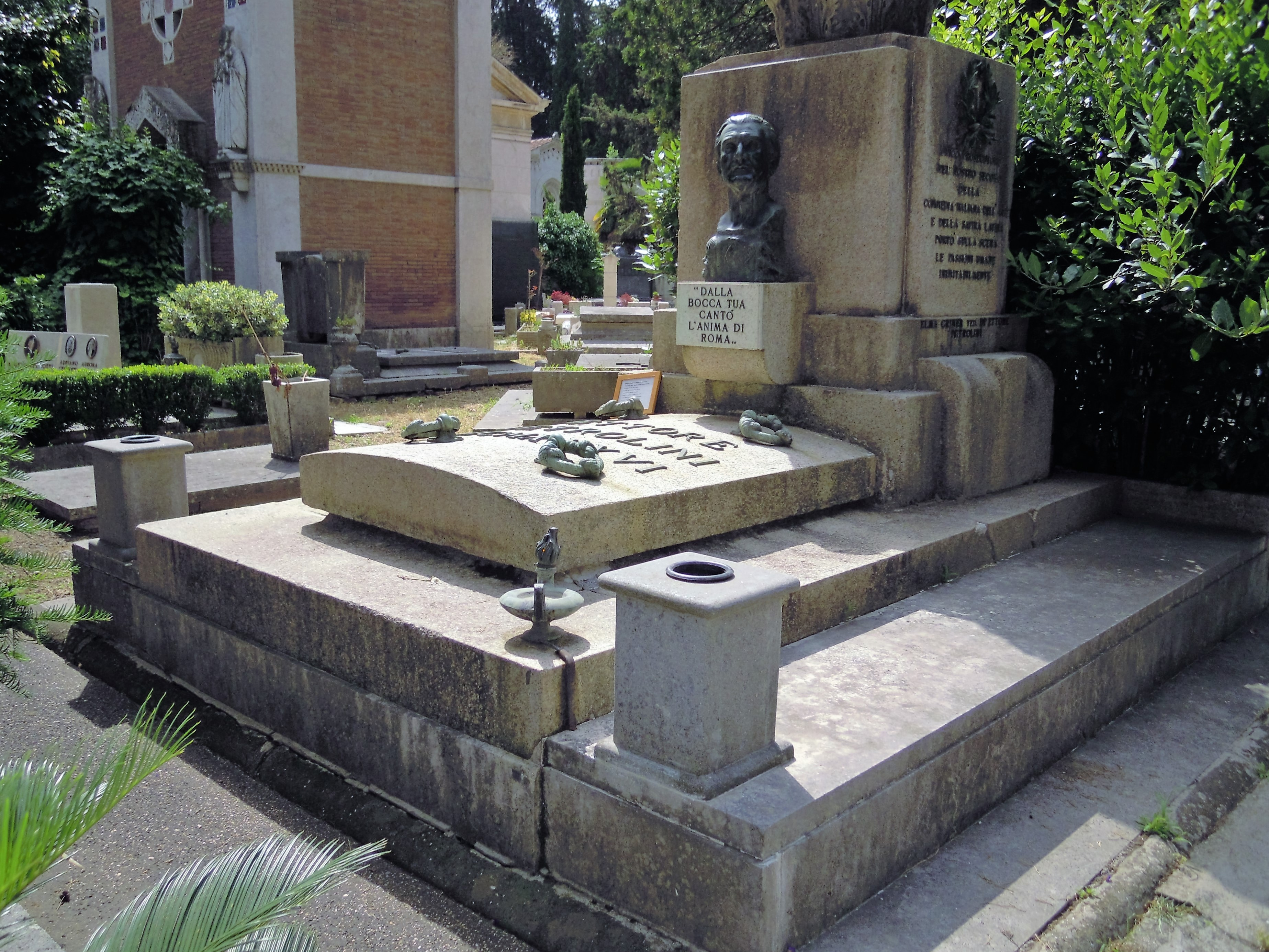
La tomba di Ettore Petrolini ricostruita dopo il bombardamento

Il cimitero subì importanti danni a causa del bombardamento alleato del 19 luglio 1943 sul circostante quartiere, che danneggiò il quadriportico (ricostruito nel 1947), il sacrario militare e il deposito comunale dei servizi funebri, provocando inoltre il crollo di un tratto delle mura di cinta, poste alla destra dell'ingresso, causando la morte di alcune persone che vi avevano cercato riparo. Numerose furono le vittime fra i fiorai e i marmisti di piazzale del Verano e subirono danni, tra le altre, anche le tombe di Ettore Petrolini e della famiglia Pacelli.
L'ampliamento del cimitero è proseguito fino agli anni 1960, quando è stato inaugurato il cimitero Flaminio a Prima Porta.

## Descrizione
Il cimitero del Verano si sviluppa su un'area di circa 83 ettari, suddivisi in 21 zone, e presenta nove ingressi, il cui principale è sito in piazzale del Verano, 1.
L'ingresso principale è stato progettato da Virginio Vespignani e presenta un ampio portale con due torrette alle estremità e tre ampi fornici adornati da quattro grandi statue che rappresentano la Meditazione, la Speranza, la Carità e il Silenzio. Dopo l'ingresso è sito un ampio quadriportico che presenta sotto il suo colonnato alcune tombe monumentali e si conclude con la chiesa di Santa Maria della Misericordia.
Sul lato occidentale, verso l'adiacente basilica di San Lorenzo Fuori le Mura, sorgono il Pincetto vecchio (zona IV) e il Pincetto nuovo (zona VI) che separano l'ingresso dai reparti islamici (zona X) ed evangelici (zona XII). Nel reparto evangelici sorgono il tempio degli evangelici, il reparto bambini, cinerari e ossari oltre che il tempietto egizio, edificato originariamente come forno crematorio nel 1883.
All'interno del cimitero sono presenti numerosi monumenti e opere funebri realizzati da diversi artisti di spicco tra cui: Franceso Fabi Altini, Enzo Assenza, Mirko Basaldella, Giovanni Maria Benzoni, Ettore Bernich, Roberto Bompiani, Duilio Cambellotti, Luciano Campisi, Silverio Capparoni, Luca Carimini, Adalberto Cencetti, Gisberto Ceracchini, Giovanni Consolazione, Arturo Dazzi, Nicola D'Antino, Raffaele De Vico, Vincenzo Fasolo, Ettore Ferrari, Francesco Gai, Stefano Galletti, Luigi Guglielmi, Ignazio Jacometti, Gaetano Koch, Francesco La Grassa, Giovanni Battista Lombardi, Vincenzo Luccardi, Ermenegildo Luppi, Eugenio Maccagnani, Cesare Maccari, Giulio Magni, Cesare Mariani, Paolo Mei, Tommaso Minardi, Giulio Monteverde, Publio Morbiducci, Giuseppe Palombini, Carlo Panati, Prospero Piatti, Pietro Piraino, Francesco Podesti, Giuseppe Prinzi, Angelo Sabbatani, Attilio Selva, Filippo Severati, Kiril Todorov,  Michele Tripisciano, Cesare Tuccimei, Virginio Vespignani, Ettore Ximenes e Arnaldo Zocchi.

### Ingresso monumentale e quadriportico
L'ingresso monumentale si trova nella porzione meridionale del cimitero in piazzale del Verano, 1 ed è costituito da un ampio portico centrale voltato con due torrette laterali. Il corpo centrale è attraversato da tre fornici chiusi da altrettanti cancelli a doppia anta in ferro battuto; accanto ai fornici sono posizionate quattro grandi statue marmoree sopra ad altrettanti piedistalli che rappresentano le personificazioni di: Meditazione e Preghiera (entrambe realizzate da Francesco Fabi Altini), Speranza (realizzata da Stefano Galletti) e Silenzio (realizzata da Giuseppe Blasetti). All'interno del portico sono presenti le tome monumentali di Virginio e Francesco Vespignani, Paolo Mercuri, Luigi Santarelli e Augusto Cataldi. Il portico è stato realizzato tra il 1864 e il 1875 su progetto dell'architetto Virginio Vespignani.
Alle spalle del portico d'ingresso è presente un quadriportico che nel colonnato ospita diverse sepolture monumentali tra cui: i monumenti a Giorgio Asproni, Giacomo Medici, Carlo Luigi Morichini, Tommaso Minardi, Simone Pacoret de Saint-Bon e Silvio Spaventa oltre che le lapidi di Giuseppe Del Rosso, Luigi Maria Rezzi ed Euclide Turba.

### Sacrario militare

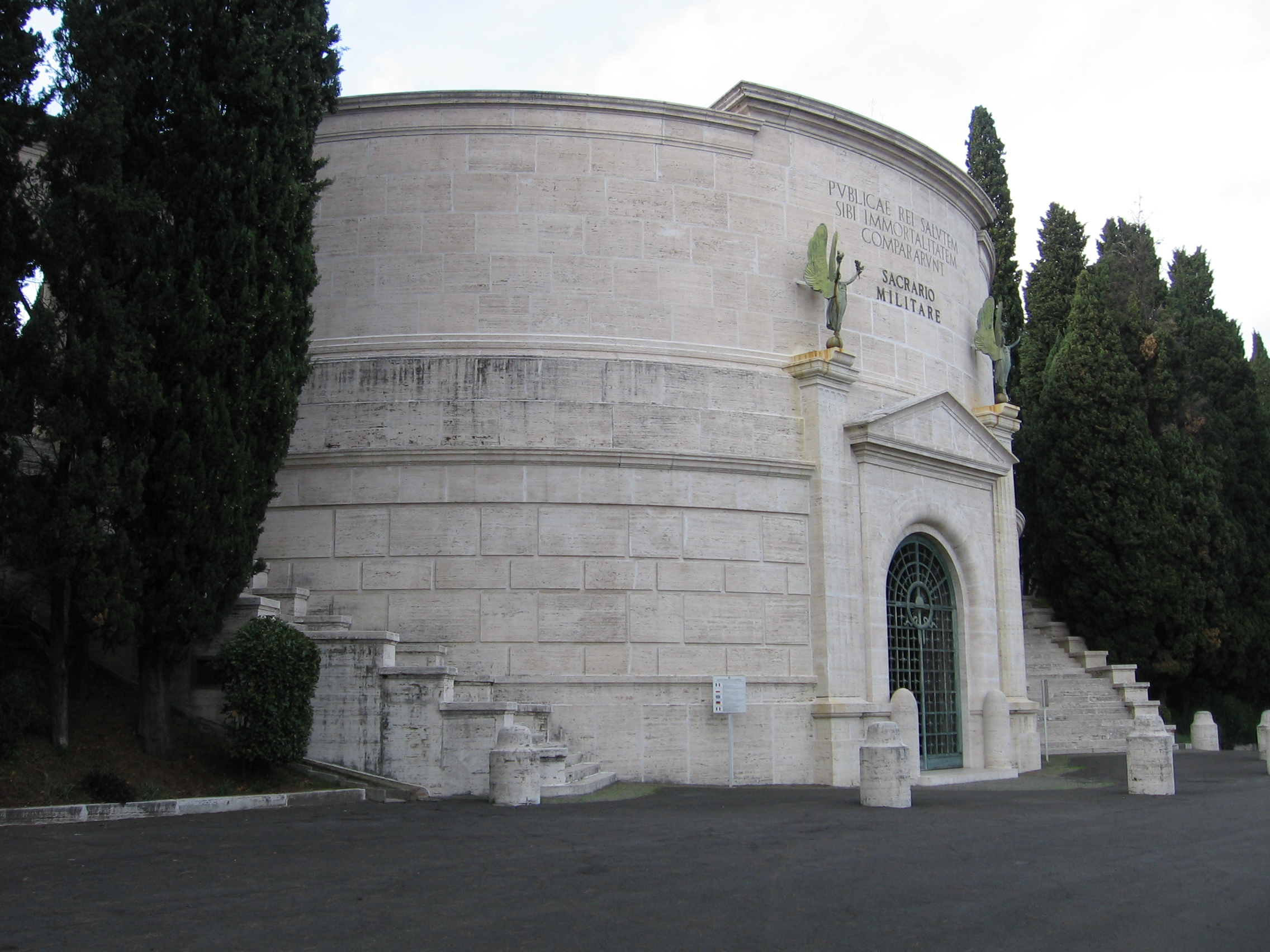
Il Sacrario militare del Verano visto dall'esterno.

Il Sacrario militare del Verano è un cimitero militare sito nella porzione orientale del cimitero (zona XVI) che ospita le salme di 4978 soldati di cui 2847 caduti nella prima guerra mondiale e 2131 caduti nella seconda guerra mondiale (dei quali 214 non sono stati identificati). Il sacrario è stato realizzato tra il 1922 e il 1931 su progetto dell'architetto Raffaele De Vico ed è stato restaurato dopo aver subito alcuni danni durante il bombardamento alleato del 1943.
La struttura si presenta come un teatro con un altare al centro incorniciato da un muro semicircolare in marmo su cui sono incisi i nomi dei caduti per la patria intorno alla scritta:
Accanto al sacrario militare è posizionato il Mausoleo dei mutilati e invalidi di guerra, realizzato nel 1989 su progetto dell'architetto comunale A. Barbagallo in cemento armato e travertino per conto dell'Associazione Nazionale fra Mutilati e Invalidi di Guerra (ANMIG).

### Tempio egizio

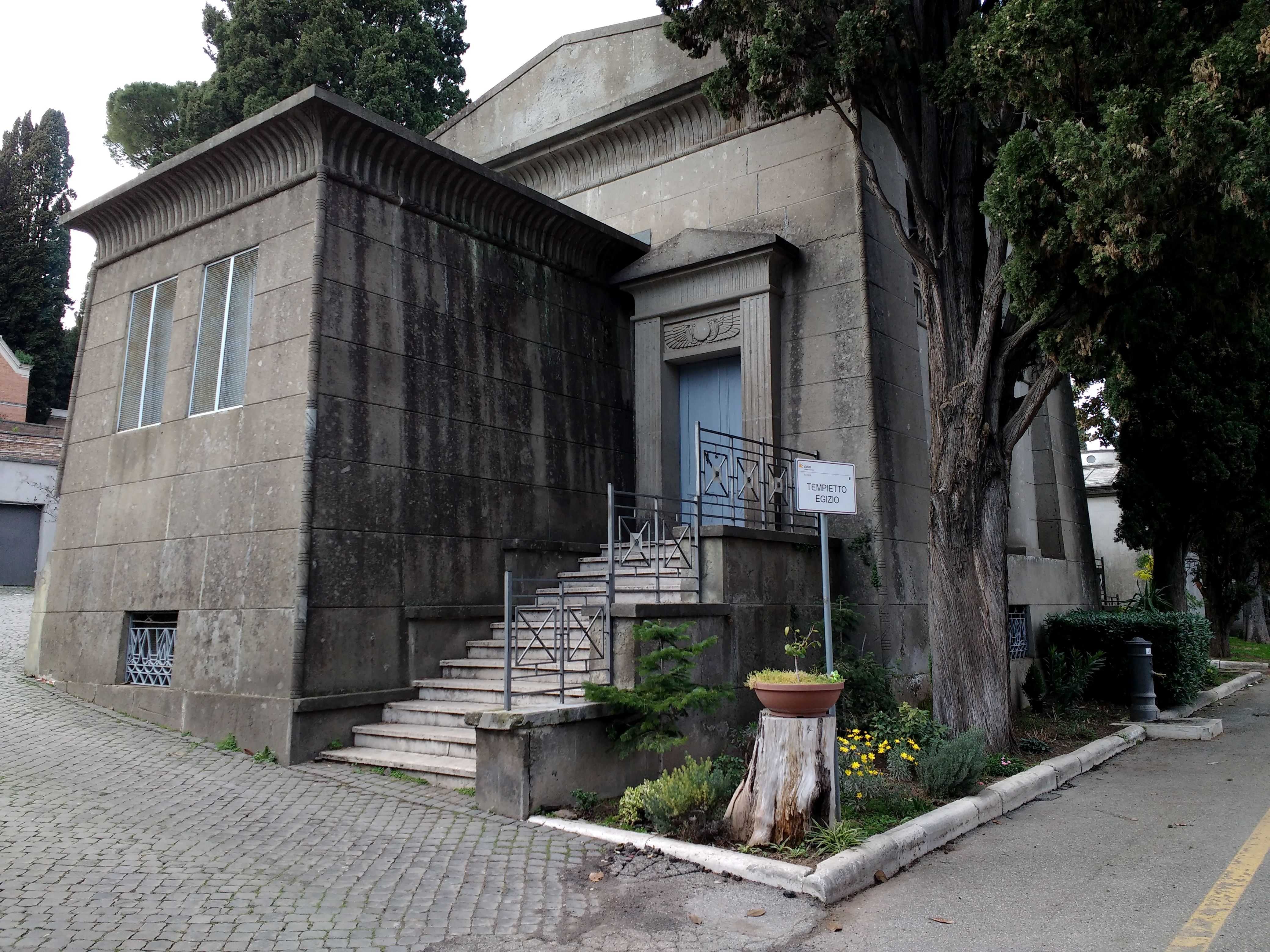
Il Tempio egizio, già forno crematorio fino al 1980.

Il cosiddetto Tempio (o Tempietto) egizio è un piccolo edificio sito nella porzione occidentale del cimitero (zona XI) e adibito a ospitare cerimonie funebri laiche.
Fu costruito tra il 1882 e il 1883 su progetto dell'architetto Salvatore Rosa per conto della Società per l'incenerimento dei cadaveri come forno crematorio. La prima cremazione fu svolta il 16 aprile 1883, pochi mesi prima rispetto all'inaugurazione ufficiale. A partire dal 1907 si iniziò a prendere in considerazione la costruzione di un nuovo forno crematorio nel Verano, che tuttavia non avvenne mai e per tale ragione il tempietto fu restaurato nel 1938. Il forno crematorio fu dismesso nel 1980.

## Personaggi illustri sepolti nel cimitero del Verano

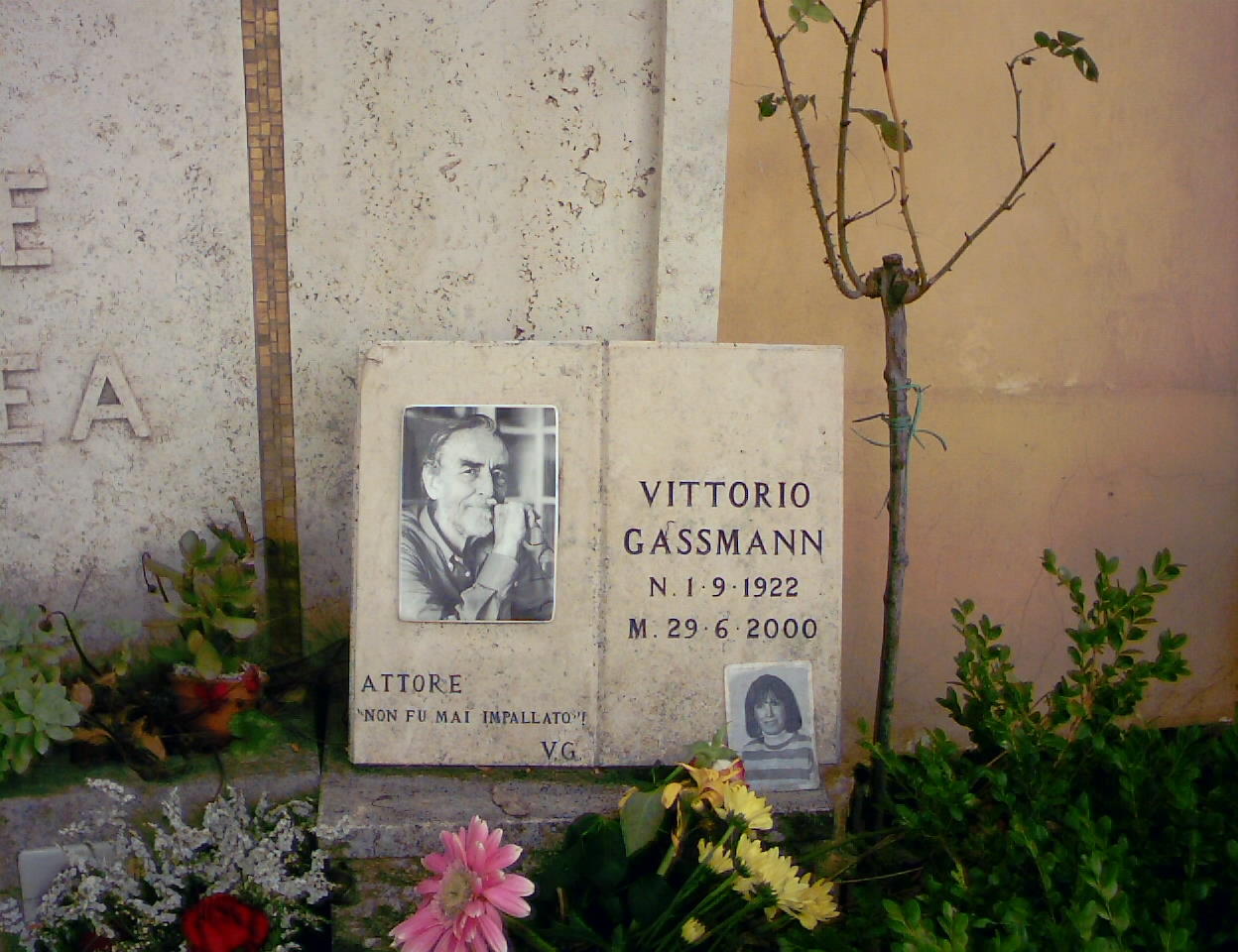
Tomba di Vittorio Gassmann

## Collegamenti

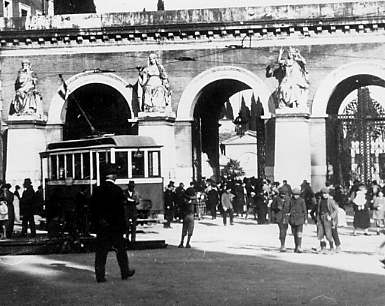
Il tram della Roma-Tivoli di fronte all'ingresso del cimitero

| È raggiungibile dalle fermate Verano/De Lollis e Verano | del tram 3 |

| È raggiungibile dalle fermate Verano/De Lollis e Verano | del tram 19 |

### Monografie
- Alessandro Del Bufalo, Il Verano: un museo nel verde di Roma; presentazione di Giulio Andreotti, Roma, Kappa, 1992.
- Corrado Cianferoni, Cimitero del Verano in Roma: cappelle, tombe e lapidi, Torino, Crudo e C. - Società italiana di edizioni artistiche, 1915.
- Giuseppe Da Bra, Nuova guida storica illustrata della Basilica di S. Lorenzo fuori le mura con notizie sulle catacombe di S. Ciriaca e appendice sul "Campo Verano", Scuola tipografica Pio X, 1924.
- Pasquale Testini, Le catacombe e gli antichi cimiteri cristiani in Roma, Bologna, Cappelli, 1966.
- Guida e pianta del Verano: cimitero monumentale di Roma, Roma, Editoriale cartografia artistica italiana, 1960.
- Luisa Cardilli Alloisi, Percorsi della memoria: Verano, Roma, Palombi, 1996.
- Fermo Michelotti, A Campo Verano: preghiera di devozione e lamento innanzi alla tomba di mia figlia nel suo 2º anniversario, 25 novembre 1901, Roma, tipografia Adriana, 1901.
- Guido Baccelli, Innanzi al ricordo marmoreo di Umberto Partini: parole [pronunziate] al campo Verano, 4 luglio 1897, Roma, tip. Forzani & C., 1897.
- Guida al Monumento di Pio IX. descritta ed illustrata e cenni storici sul cimitero al Campo Verano, Roma, Tip. Unione Coop. Ed., 1895.
- Ottaiano, Armando, Galluzzi, Rolando, Il Verano paradiso degli artisti, Roma, Edizioni Ponte Sisto Società Cooperativa, 2017, 312 p.

### Pubblicazioni
- (EN) Laura Carnevali, Fabio Lanfranchi e Mariella La Mantia, The representation of the memory: the analogic-digital survey of two funeral monuments in the Verano cemetery of Rome, 2015, ISBN 978-88-6542-416-2.
- Roberto Ragione, Il cimitero comunale monumentale Campo Verano a Roma. Orografia, morfologia e condizione geologica del sito, in A. Carannante, S. Lucchetti, S. Menconero, A. Ponzetta (a cura di), Metodi, applicazioni, tecnologie. Colloqui del dottorato di ricerca in Storia, Disegno e Restauro dell’Architettura, Sapienza Università Editrice, Roma 2022, pp. 131-143.
- Piero Barlozzini, Laura Carnevali, Fabio Lanfranchi, Studi sull’ingresso monumentale al cimitero Verano di Roma, in XIX Congreso Internacional de Expresión Gráfica Arquitectónica (2-4 de junio de 2022. Cartagena: Universidad Politécnica de Cartagena), 2022, pp. 531-534
- Roberto Ragione, L’ordine domenicano nel cimitero monumentale Campo Verano a Roma: trasformazioni della cappella funeraria alla fine del XIX secolo, in R. Ravesi, R. Ragione, S. Colaceci (a cura di), Rappresentazione, Architettura e Storia. La diffusione degli ordini religiosi nei paesi del Mediterraneo tra Medioevo ed Età Moderna, tomo I, Atti del Convegno Internazionale (10-11 maggio 2021), Sapienza Università Editrice, Roma 2023, pp. 461-476.
- Roberto Ragione, Il monumento ai caduti franco-pontifici nella campagna militare dell’Agro romano: un memoriale preunitario ‘dimenticato’ nel cimitero monumentale Campo Verano a Roma, in F. Capano, E. Maglio, M. Visone (a cura di), Città e guerra. Difese, distruzioni, permanenze delle memorie e dell’immagine urbana, tomo I - Fonti e testimonianze, Atti del X Convegno Internazionale di Studi “CIRICE 2023” (Napoli, 8-10 giugno 2023), FedOA - Federico II University Press, Napoli 2023, pp. 529-537
- Roberto Ragione, Il cimitero comunale monumentale Campo Verano a Roma: caratteri distintivi e identitari frutto di una stratificazione nel tempo, in R. Tamborrino (a cura di), Città che si adattano? / Adaptive cities?, tomo II - Adattabilità in circostanze ordinarie, Atti del X Congresso Internazionale “AISU – Torino 2022” (Torino, 6-10 settembre 2022), AISU International Press, Torino 2024, pp. 960-971.